# Internationale Gartenbauausstellung 1993
De Internationale Gartenbauausstellung 93 was de 14e internationale tuinbouwtentoonstelling die werd erkend door het Bureau International des Expositions.